# أوسمة المجاهدين (الجزائر)
أوسمة المجاهدين، هي أوسمة جزائرية وعددها أربعة مخصصة لتكريم وتشريف المجاهدين عرفانا بالمشاركة الفعلية في حرب التحرير الوطني.

## الإنشاء
ينص القانون 84-03 المؤرخ في 28 ربيع الأول 1404هـ/ الموافق لـ2 يناير1984م 0 يتضمن إنشاء أوسمة المجاهدين.

## انواعها
و إذ عددها المشرع في المادة 2 منه بأربعة مخصصة لتكريم وتشريف المجاهدين عرفانا بالمشاركة الفعلية في حرب التحرير الوطني، المثبتة طبقا للقوانين والآنظمة المعمول بها، وهي كما يلي:
- وسام شهيد حرب التحرير الوطني 0 ويمنح تمجيدا وتشريفا لأرواح الشهداء.
- وسام كبار المصابين ومعطوبي الحرب، ويمنح شهادة على بطولات المجاهدين من كبار المصابين ومعطوبي حرب التحرير الوطني.
- وسام جيش التحرير الوطني ويمنح عرفانا بفضائل أعضاء جيش التحرير الوطني.
- وسام المقاوم، ويمنح عرفانا بفضائل أعضاء المنظمة الوطنية لجبهة التحرير الوطني.